# 1. ročník udílení Oscarů

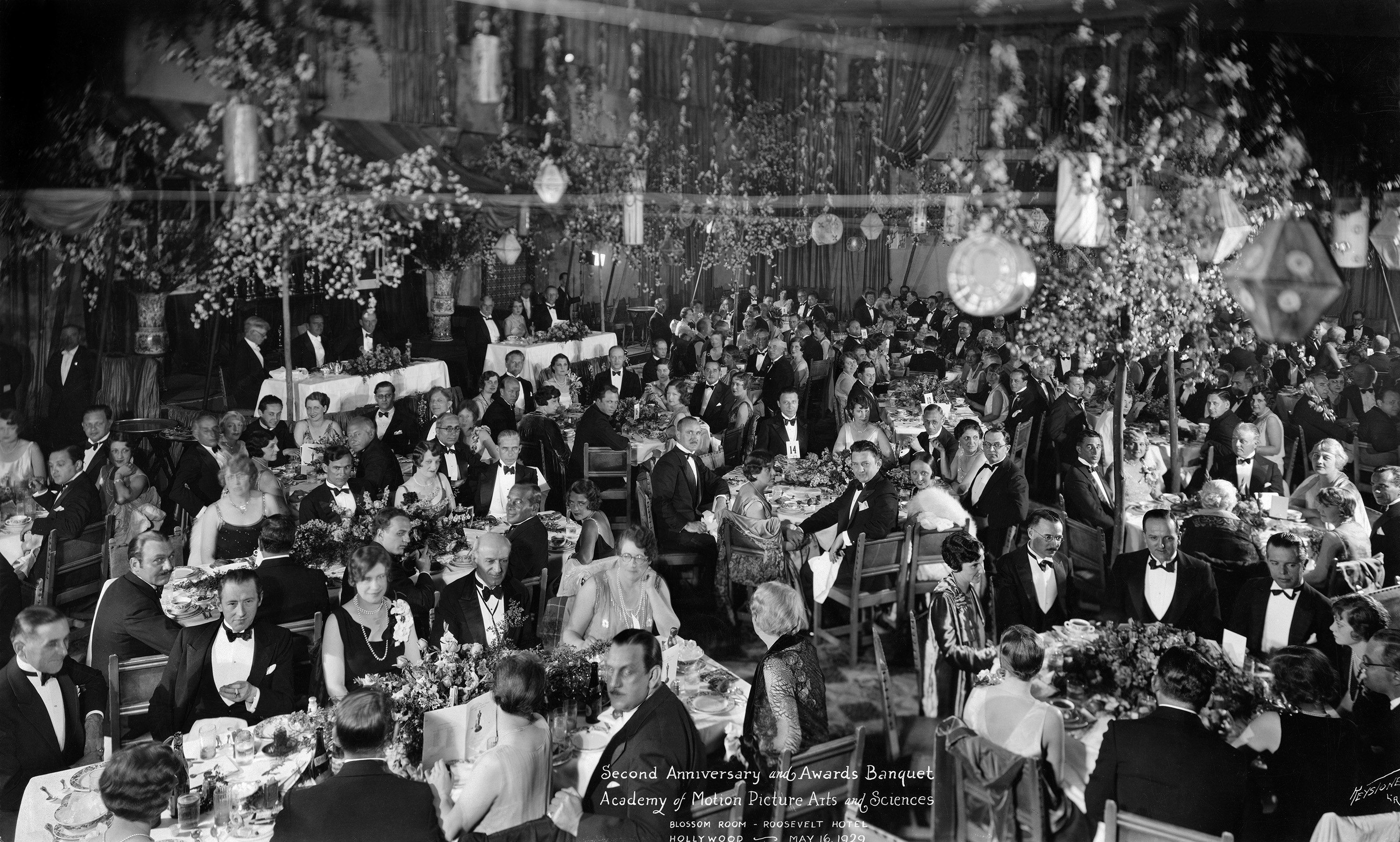
První udílení cen Oscar 16. května 1929

První udílení výročních Cen Akademie filmového umění a věd respektive Oscarů se uskutečnilo v roce 1929 a byly oceněny filmy sezóny 1927/1928.

## Úvod
Udílení výročních cen americké Akademie filmového umění a věd za nejlepší filmové počiny sezóny 1927/1928 se uskutečnilo dne 16. května 1929. Slavnostní banket se uskutečnil v losangeleském Rooseveltově hotelu a prvními průvodci se stali herec Douglas Fairbanks a režisér a scenárista William C. DeMille. Oceněny byly filmy dokončené a uvedené do kin v termínu od 1. srpna 1927 do 1. srpna 1928. První sošky Oscarů (název se začal používat až v roce 1931) byly uděleny ve 12 kategoriích a získaly je němé snímky. Bylo to vlastně loučení s němou érou. Zvláštní ocenění získalo tehdy studio Warner Brothers za produkci filmu Jazzový zpěvák (The Jazz Singer; 1927) ve kterém byly prvně využity výsledky průkopnické práce studia v oblasti zvukového filmu.

## Vítězové a nominovaní

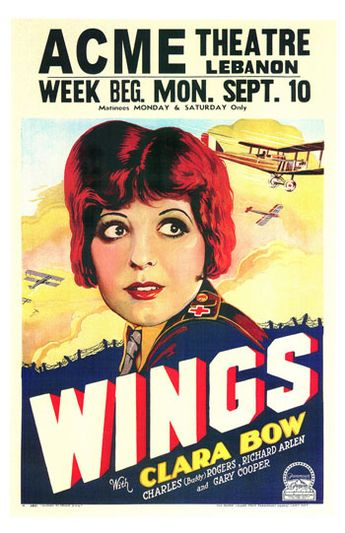
plakát k oceněnému filmu Wings

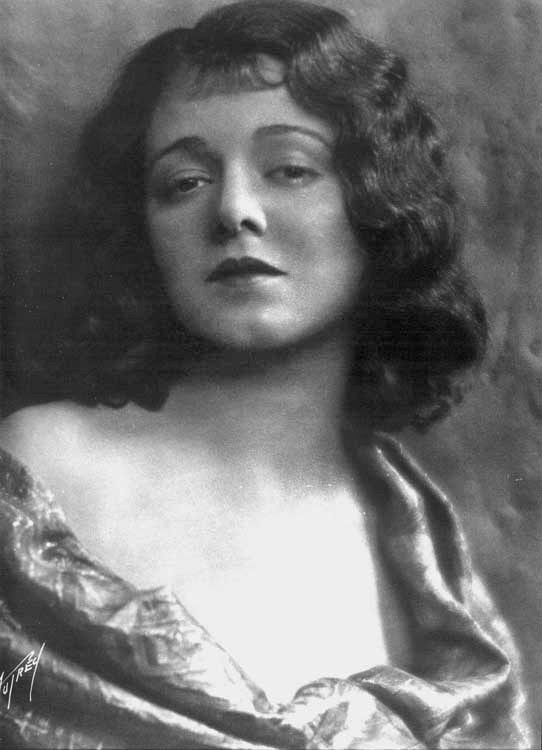
Nejlepší herečka Janet Gaynorová

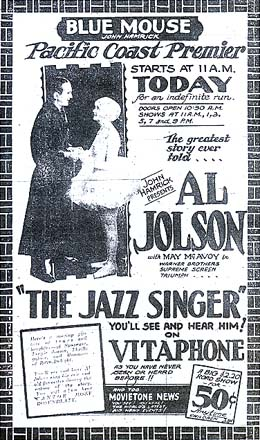
Zvláštní cena pro Jazzového zpěváka

### Nejlepší film (produkce)
Wings (1927) – Paramount Famous Lasky
V sedmém nebi (Seventh Heaven; 1927) – 20th Century Fox
The Racket (1928) – The Caddo Company

### Nejlepší film (umělecká kvalita produkce)
Východ slunce (Sunrise: A Song of Two Humans; 1927) – 20th Century Fox
Ecce homo! (The Crowd; 1928) – Metro-Goldwyn-Mayer
Chang (Chang; 1927) – Paramount Famous Lasky

### Nejlepší herec
Emil Jannings za role ve filmech Poslední komando (The Last Command; 1928) a Velké pokání (The Way of All Flesh; 1927)
Richard Barthelmess za role ve filmech (The Noose; 1928) a (The Patent Leather Kid; 1927)

### Nejlepší herečka
Janet Gaynorová za role ve filmech V sedmém nebi (Seventh Heaven; 1927), Anděl ulice (Street Angel, 1928) a Východ slunce (Sunrise: A Song of Two Humans; 1927)
Louise Dresserová za roli ve filmu Atentát (A Ship Comes In; 1928)
Gloria Swansonová za roli ve filmu Tělo je hříšné (Sadie Thompson; 1928)

### Nejlepší režie (drama)
Frank Borzage za film V sedmém nebi (Seventh Heaven; 1927)
King Vidor za film Ecce homo! (The Crowd; 1928)
Herbert Brenon za film Sorrell and Son (1927)

### Nejlepší režie (komedie)
Lewis Milestone za film Two Arabian Knights (1927)
Ted Wilde za film On řádí v New Yorku (Speedy; 1928)

### Nejlepší adaptovaný scénář
Benjamin Glazer za scénář k filmu V sedmém nebi (Seventh Heaven; 1927)
Anthony Coldeway za scénář k filmu Glorious Betsy (1928)
Alfred A. Cohn za scénář k filmu Jazzový zpěvák (The Jazz Singer; 1927)

### Nejlepší původní scénář
Ben Hecht za scénář k filmu Podsvětí (Underworld; 1927)
Lajos Biró za scénář k filmu Poslední komando (The Last Command; 1928)

### Nejlepší kamera
Charles Rosher a Karl Struss za film Východ slunce (Sunrise: A Song of Two Humans; 1927)
George Barnes za filmy The Devil Dancer (1927), The Magic Flame (1927) a Tělo je hříšné (Sadie Thompson; 1928)

### Ostatní

#### Nejlepší výprava
William Cameron Menzies za filmy Holubice (The Dove; 1927) a Bouře (Tempest; 1928)
Harry Oliver za film V sedmém nebi (Seventh Heaven; 1927)
Rochus Gliese za film Východ slunce (Sunrise: A Song of Two Humans; 1927)

#### Nejlepší technické efekty
Roy Pomeroy za film Wings (1927)
Ralph Hammeras – nominace nebyla spojena s žádným konkrétním filmem
Nugent Slaughter – nominace nebyla spojena s žádným konkrétním filmem

#### Nejlepší scénář - mezititulky
Joseph Farnham – nominace nebyla spojena s žádným konkrétním filmem
George Marion Jr. – nominace nebyla spojena s žádným konkrétním filmem
Gerald C. Duffy za film The Private Life of Helen of Troy (1927)

### Speciální ceny
- Charles Chaplin – zvláštní cena za režii, scénář, herecký výkon a produkci filmu Cirkus (The Circus; 1928)
- Warner Brothers – zvláštní cena za produkci filmu Jazzový zpěvák (The Jazz Singer, 1927)